# Onthophagus suginoi
Onthophagus suginoi là một loài bọ cánh cứng trong họ Bọ hung (Scarabaeidae).